# Fissidentalium shoplandi
Fissidentalium shoplandi är en blötdjursart som först beskrevs av Félix Pierre Jousseaume 1894.  Fissidentalium shoplandi ingår i släktet Fissidentalium och familjen Dentaliidae. Inga underarter finns listade i Catalogue of Life.